# Anita Alvarez
Anita Alvarez (Amherst, 2 dicembre 1996) è una sincronetta statunitense, che ha rappresentato gli Stati Uniti ai Giochi olimpici di Rio de Janeiro 2016 e a quelli di Tokyo 2020.
Durante i campionati del mondo di nuoto 2022 a Budapest, è svenuta in piscina al termine della sua prova ed è stata salvata dalla sua allenatrice, la spagnola ed ex sincronetta Andrea Fuentes, che si è tuffata e l'ha riportata in superficie..

## Palmarès
- Giochi olimpici

Parigi 2024: argento nella gara a squadre.
- Mondiali

Fukuoka 2023: argento nel combined, bronzo nella gara a squadre (programma tecnico).
Doha 2024: bronzo nella gara a squadre acrobatico e nel programma libero.

### Coppa del Mondo
- 13 podi:
  - 4 vittorie (4 nella gara a squadre)
  - 2 secondi posti (2 nella gara a squadre)
  - 7 terzi posti (6 nella gara a squadre)

#### Coppa del mondo - vittorie
| Data          | Luogo    | Paese    | Disciplina      |
| ------------- | -------- | -------- | --------------- |
| 1 giugno 2024 | Markham  | Canada   | Team libero     |
| 5 luglio 2024 | Budapest | Ungheria | Team tecnico    |
| 6 luglio 2024 | Budapest | Ungheria | Team acrobatico |
| 7 luglio 2024 | Budapest | Ungheria | Team libero     |